# Homocromia

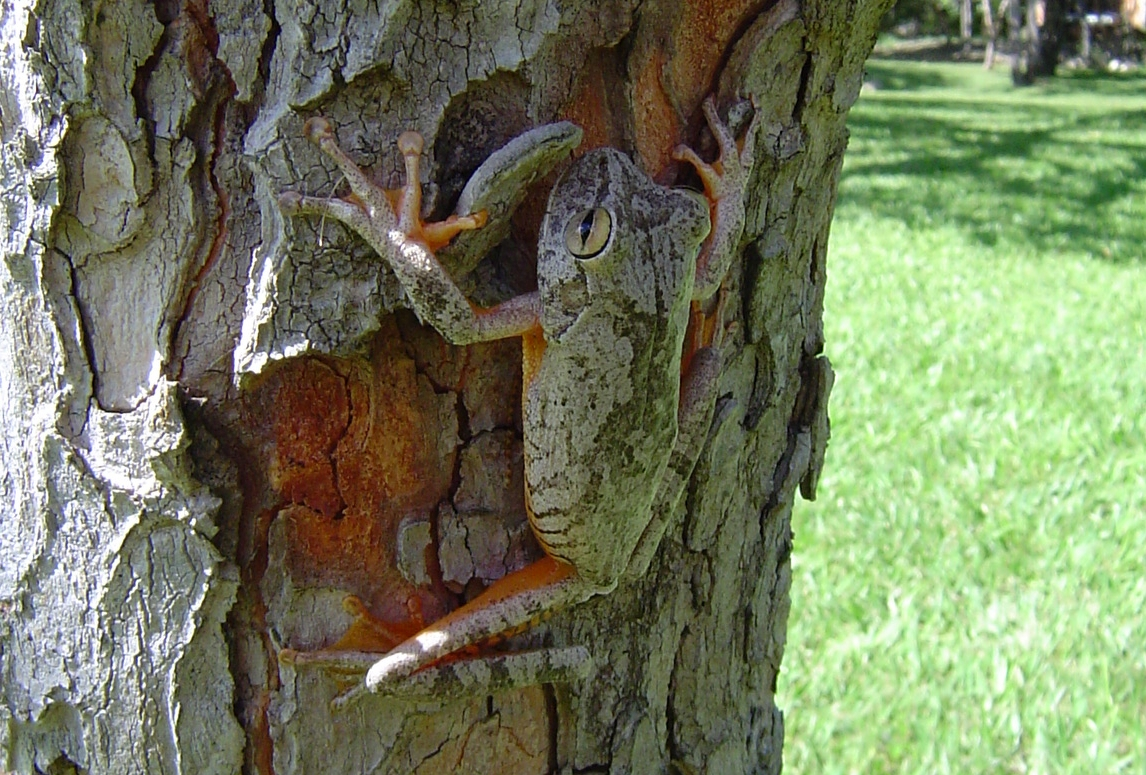
homocromia executada por anfíbio em árvore

A homocromia compreende um mecanismo capaz de auxiliar o organismo a sobreviver, atacar e, além disso, se defender na natureza imitando a coloração do meio em que está inserido. Tal ferramenta se desenvolveu num contexto evolutivo baseado na teoria de Darwin, na qual foi assegurado que a explicação da amplitude numérica de espécies encontrada no meio ambiente se deu graças a Seleção Natural, que confere uma capacidade evolutiva desenvolvida ao longo do tempo.  Para ocorrer tais mudanças, mesmo que de forma lenta, e garantir a sobrevivência de algumas espécies em detrimento de outras, foi necessário que houvesse mecanismos que diferenciassem a espécie mais adaptativa da menos adaptativa. 
 Mais especificamente, elucidando através de um exemplo, temos os opistobrânquios, uma subclasse dos moluscos gastrópodes marinhos, que apresenta algumas técnicas de defesas, dentre elas, a cleptodefesa, ou seja, defesas roubadas. Alguns deles alcançam coloração semelhante ao de suas presas, de maneira que permita certa técnica de camuflagem. Efetivando, assim, a homocromia. 
A grande diversidade de formas ligadas às técnicas de sobrevivência, fez com que fosse necessário separá-las em algumas classificações, dentre elas, temos:  

## Aposematismo

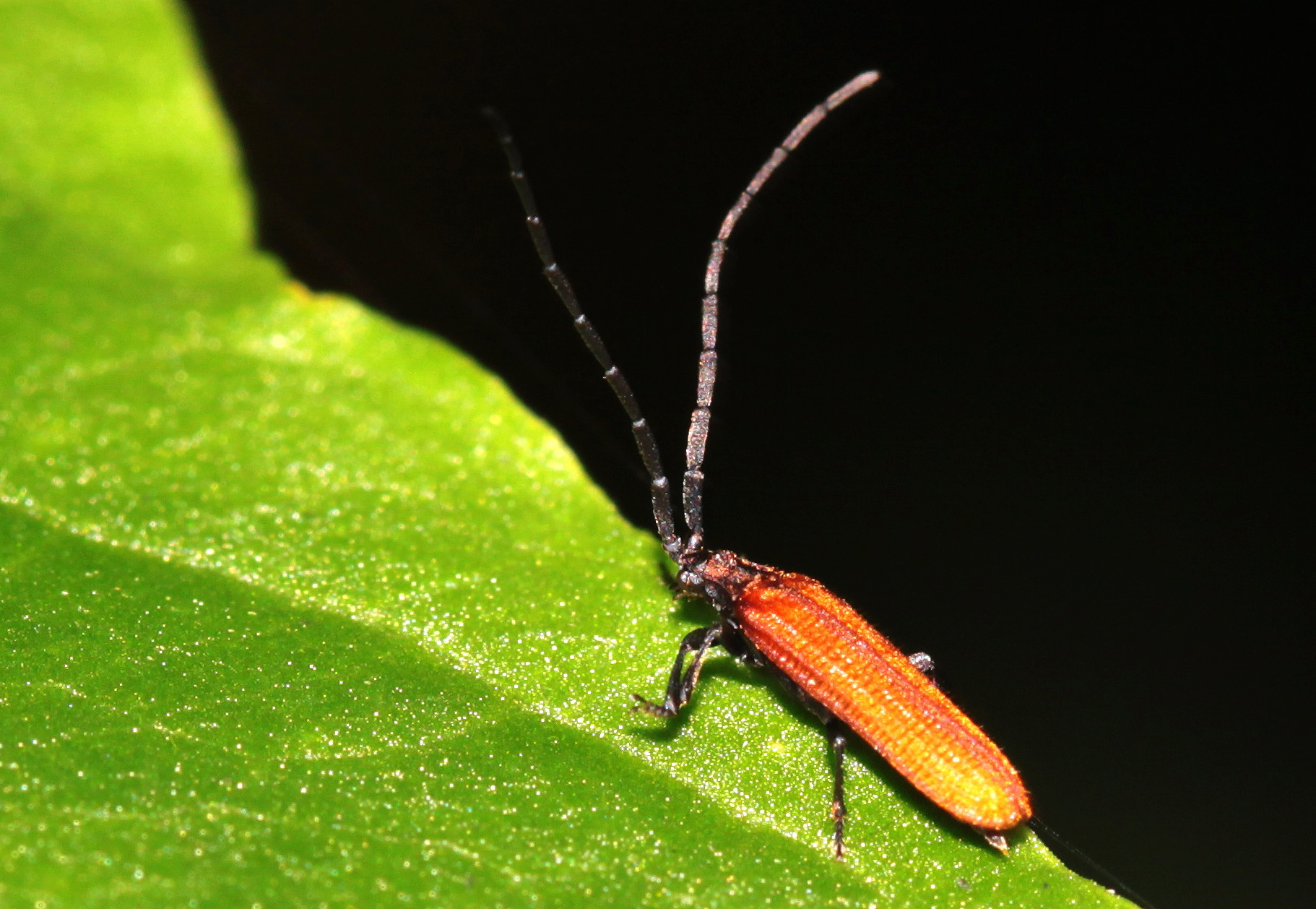
inseto com coloração de alerta

O primeiro alude sobre um mecanismo no qual a coloração é utilizada como um sinal de alerta para um determinado predador. Esse recurso é eficiente e pode ser dispersado de algumas maneiras, seguindo categoricamente características físicas e químicas do indivíduo que o emitirá. Dentre os alcances desses organismos, há a demonstração de coloração de cunho nocivo e tóxico, com variações de cores vivas e fortes, indiciando, desse modo, um perigo para com o predador caso este tente avançar em sua presa. 

## Camuflagem

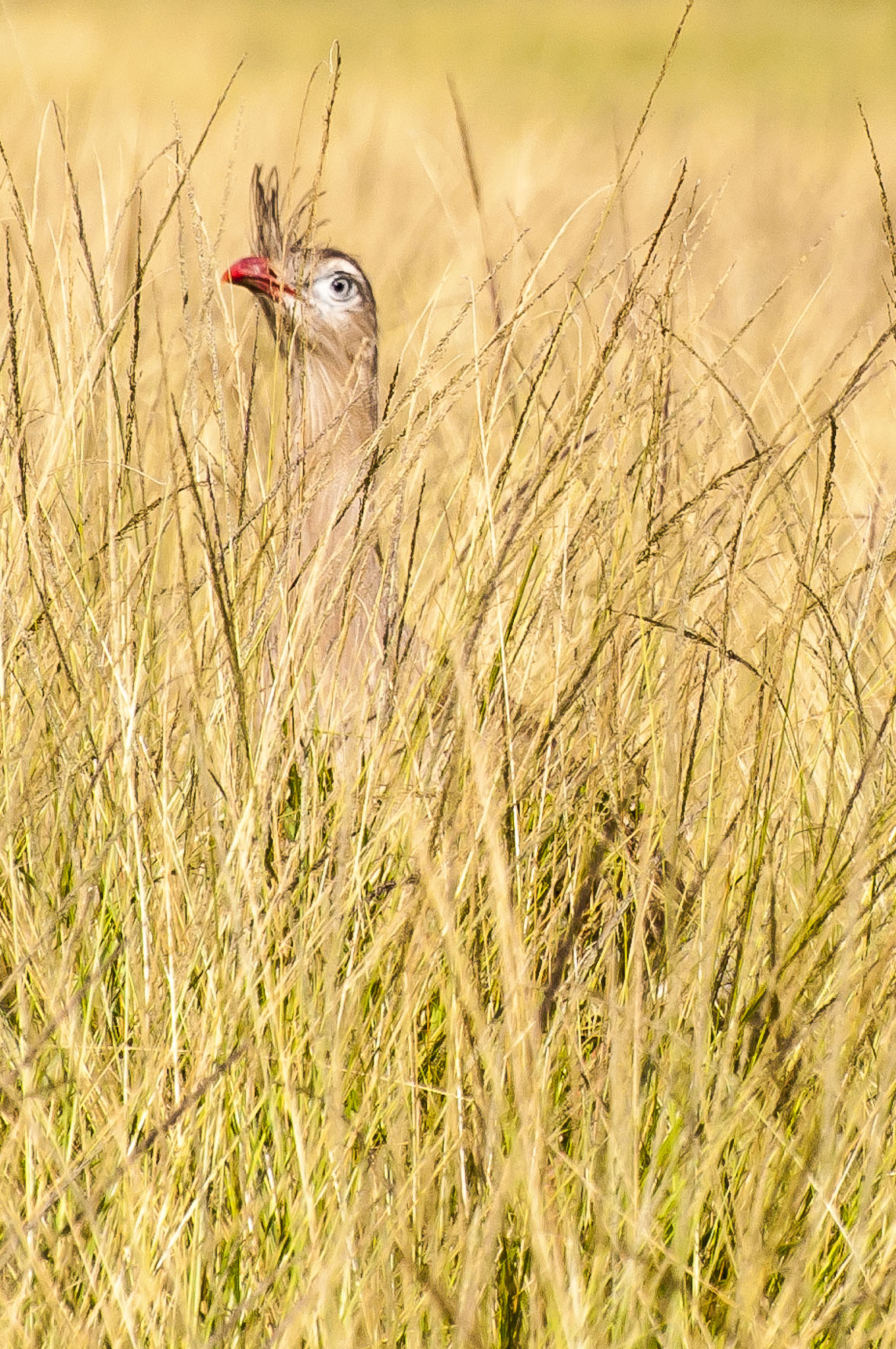
Seriema camuflando-se

Esse mecanismo corresponde a uma interação entre o habitat e o organismo que o desempenhará. É possível sua realização através da transformação de sua coloração, conseguindo, dessa maneira, não se denunciar e enganar quem estiver o visualizando num determinado ambiente. Pode haver certas variações, seguindo condições condizentes a fatores físicos de sua composição, além da temperatura do ambiente. Exemplos dessas condições referem-se a animais com características próprias, como presença de pelo, de escama, pena, etc.

## Auto-mimetismo

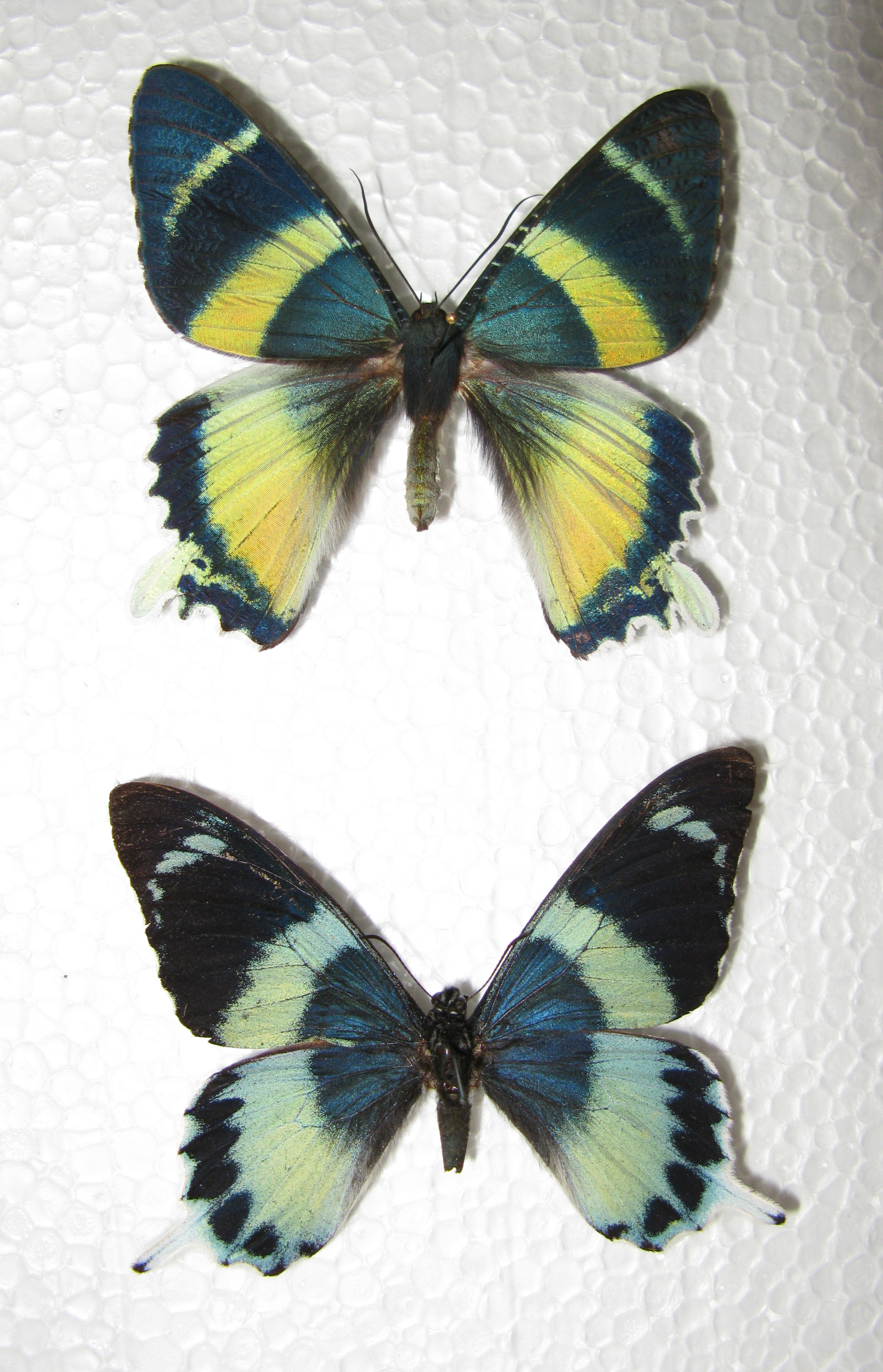
mímico e organismo modelo

Nesse mecanismo há uma performance eficaz da presa, a qual será o mímico, cujos comportamentos ou habilidades conseguem fazer com que o predador não a perceba ou a desconsidere. 
- Mimetismo Batesiano Clássico

Esse tipo de mimetismo é descrito como Batesiano em função do primeiro entomólogo a descrever o mimetismo, chamado Henry Walter Bates. Ele assegurou que algumas espécies imitam outras com a intenção de se defender, podendo até mesmo atingir características de coloração nociva, sem possuir tal toxidade, como se fosse um disfarce. Isso contraria a espécie aposemática por ela realmente possuir uma representação de alerta verdadeira.
- Mimetismo Mulleriano

Já nesse tipo de mimetismo sua nomenclatura é em homenagem ao naturalista Johann Friedrich Theodor Muller, cujas observações e estudos o remeteram a ideia de que algumas espécies possuem técnicas de defesa na qual há a semelhança entre o organismo mímico e o organismo que será modelo, enganando, assim, o predador. Neste caso, o mímico pode possuir ou não tal toxidade, sem ser necessariamente inofensivo.